# St. Quirinus (Köln)

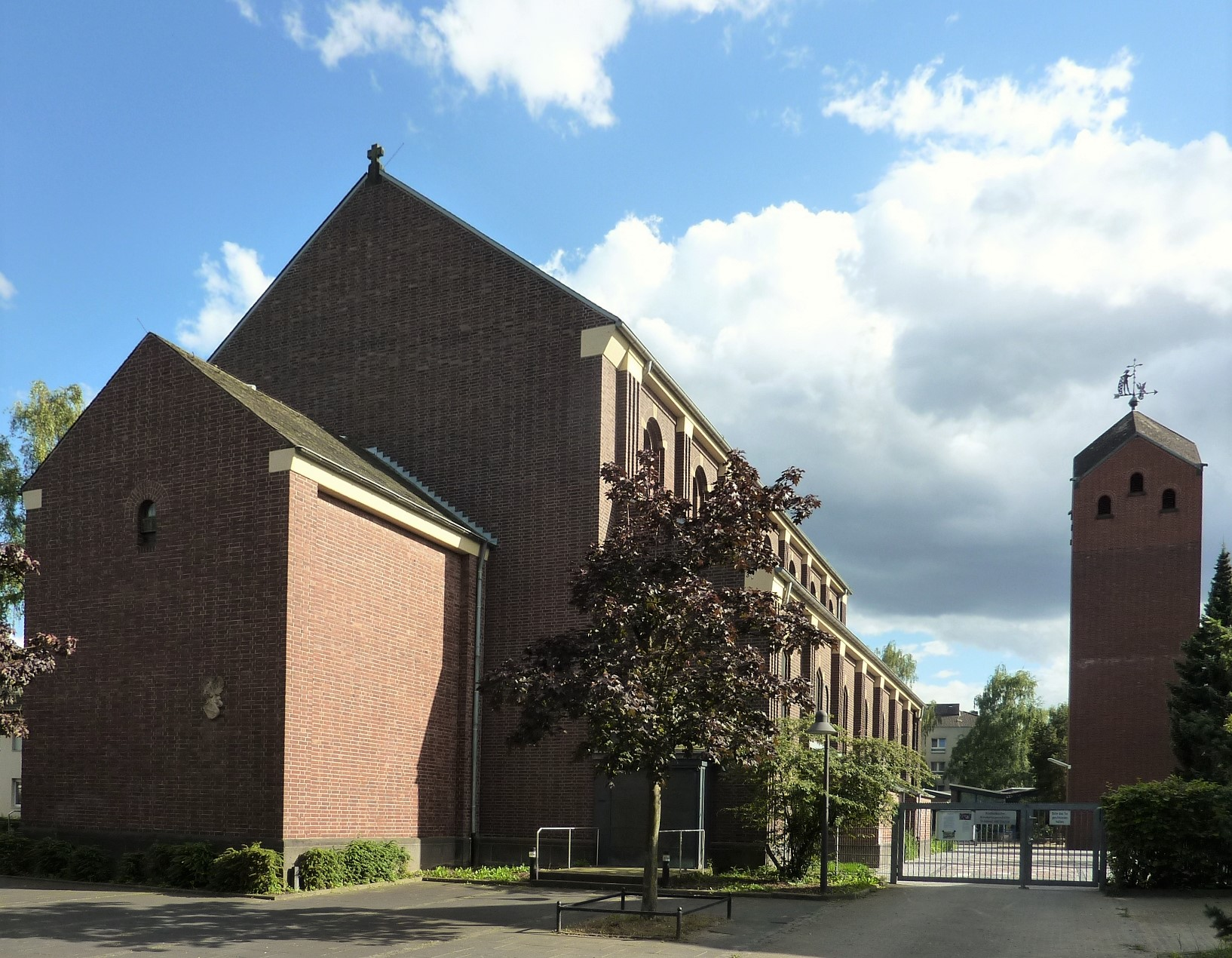
St. Quirinus zu Köln-Mauenheim

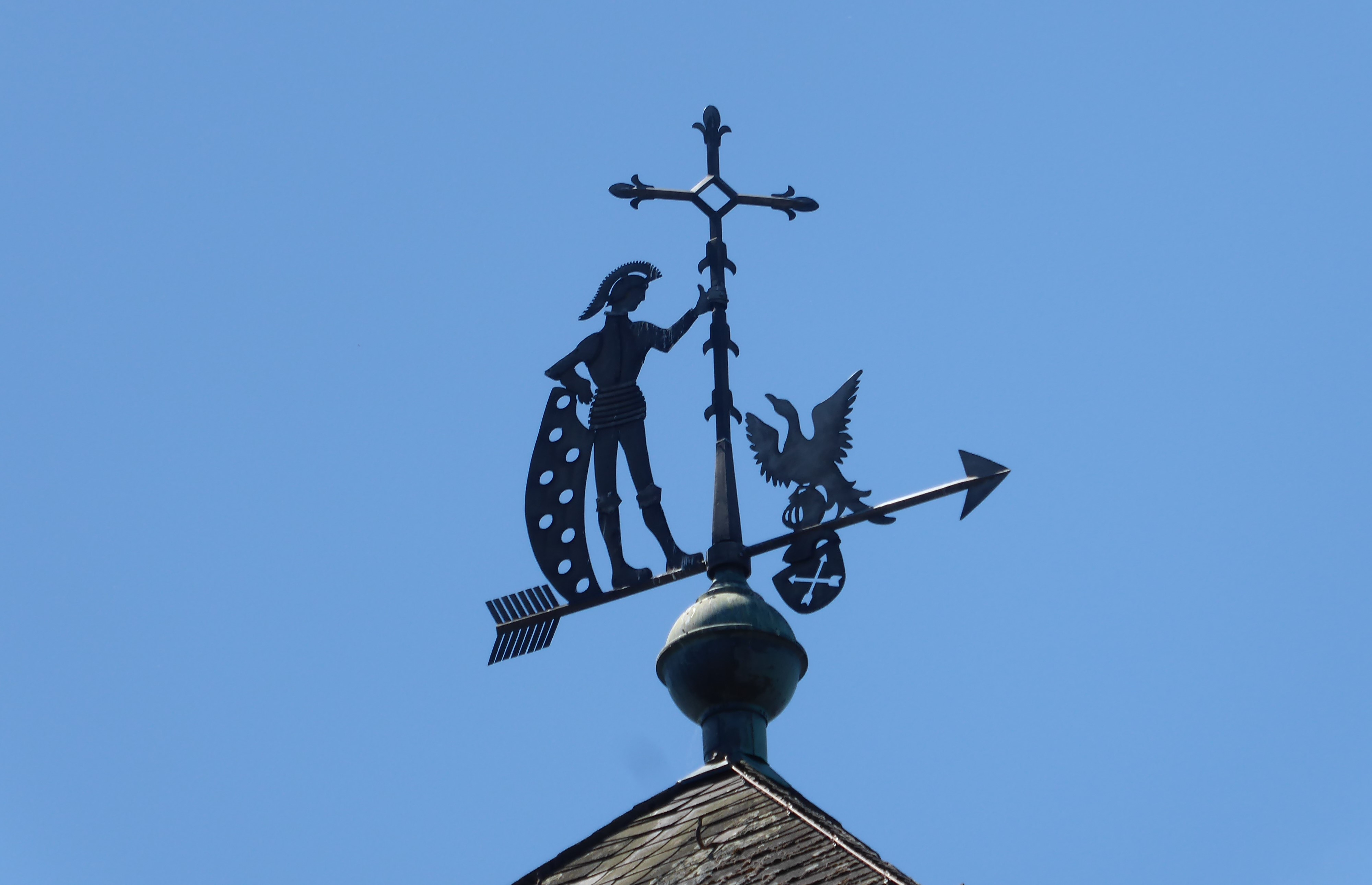
Wetterfahne mit Darstellung des heiligen Quirinus

St. Quirinus ist die römisch-katholische Pfarrkirche in Köln-Mauenheim in Nordrhein-Westfalen. 

## Geschichte
Die Mauenheimer Pfarrkirche greift das Quirinus von Neuss-Patrozinium der mittelalterlichen St. Qurinus-Kapelle auf, die zum örtlichen Fronhof des Kölner Kunibertsstifts gehörte und sich etwa 700 Meter südöstlich vom heutigen Kirchenstandort befand. Die Kapelle wurde zum ersten Mal 1286 erwähnt, als die Niehler Pfarrei St. Katharina, die auch zum Kunibertsstift gehörte, einen Vikar für die Seelsorge dort bestellte. Die Kapelle brannte 1557 nieder und wurde 1665 abgebrochen.
Die neue Mauenheimer Pfarrkirche wurde 1927 nach Plänen des Architekten Eduard Endler in den Formen einer dreischiffigen frühchristlichen Basilika mit Halbkreisapsis mit historisierenden Säulen und Kapitellen errichtet, die Balken tragen über denen sich glatte Obergadenwände mit Rundbogenfenstern erheben. 
1966 wurden die Stufengiebel entfernt und an ihrer Stelle eine schlichte basilikale Fassade erbaut. Seitlich der Kirche wurde ein freistehender Glockenturm hinzugefügt, der 1976 seine heutige Höhe von 24 Metern erhielt.